# Parigné-l’Évêque
Parigné-l’Évêque – miejscowość i gmina we Francji, w regionie Kraj Loary, w departamencie Sarthe.
Według danych na rok 1990 gminę zamieszkiwały 4324 osoby, a gęstość zaludnienia wynosiła 68 osób/km² (wśród 1504 gmin Kraju Loary Parigné-l’Évêque plasuje się na 98. miejscu pod względem liczby ludności, natomiast pod względem powierzchni na miejscu 28.).